# Berendsohn AG

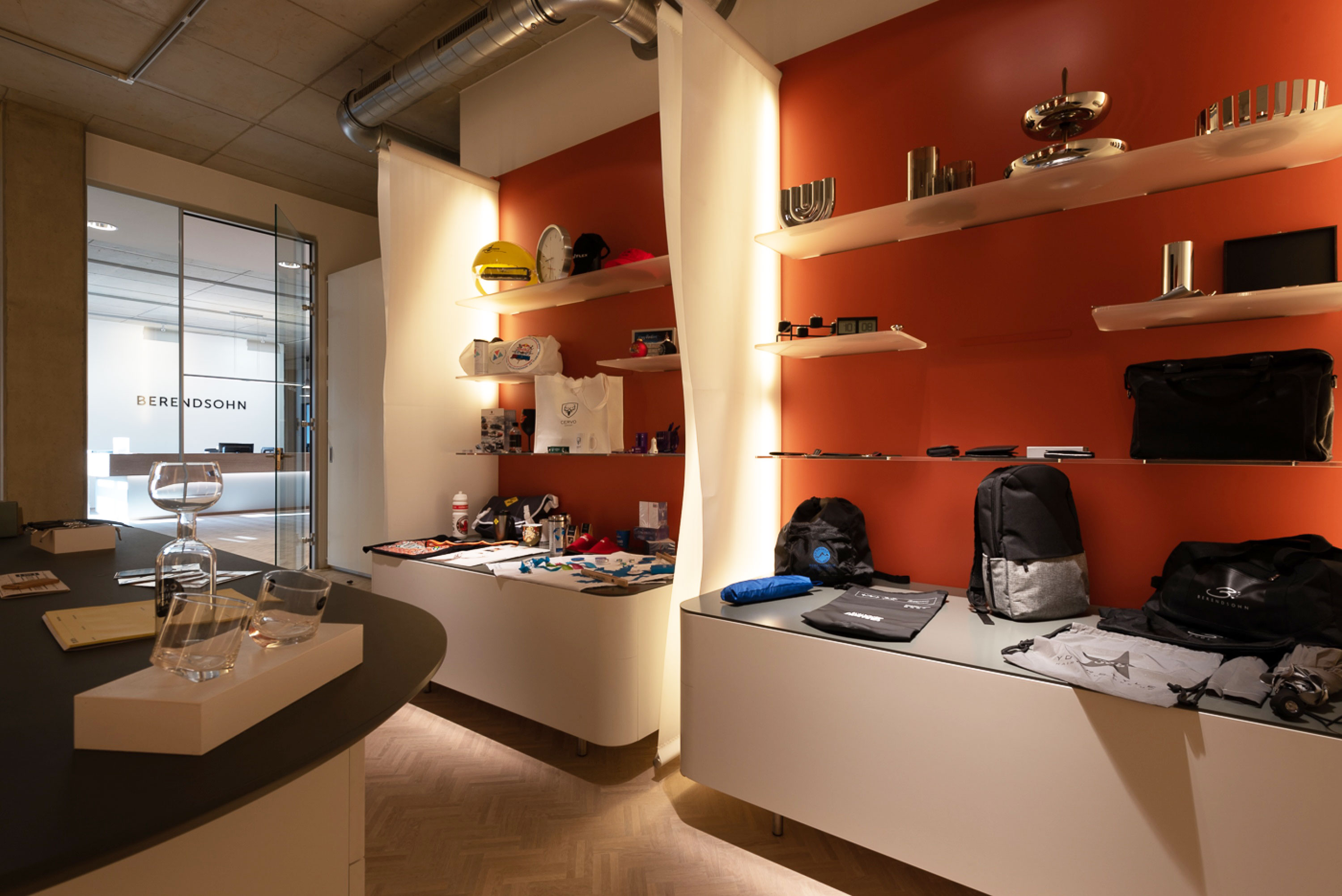
Showroom der Berendsohn AG

Die Berendsohn AG ist ein Unternehmen auf dem Werbeartikel-Markt mit Hauptsitz in Hamburg und Absatzmärkten in vierzehn europäischen Ländern. Das Produktportfolio umfasst Werbeartikel und -geschenke, Digital- und Kreativservices, Geschäftsausstattung sowie Unternehmensbekleidung. Der jährliche Umsatz beträgt nach Unternehmensangaben etwa 49 Millionen Euro. Insgesamt bestehen Kontakte zu über 100.000 Geschäftskunden. Die Berendsohn AG verkauft ihre Produkte im Direktvertrieb mit eigenem Außendienst an andere Unternehmen. Der überwiegende Teil der Kunden stammt aus Geschäftsbeziehungen zu kleinen und mittelständischen Unternehmen. Berendsohn beschäftigt im Gesamtkonzern etwa 500 Mitarbeiter. Die Werbeanbringung, Verpackung und der Versand erfolgen seit 2013 in der zentralen Produktionsstätte in Brüsewitz. Tochterunternehmen sind die INTERWEGA international. Gesellschaft für Debitorenmanagement m.b.H. (Hamburg), die INTERWEGA International Incassoservice B.V. (Rotterdam) und die Kleine & Jockers GmbH (Hamburg).

## Geschichte
Das Unternehmen wurde 1833 als Verlag B. S. Berendsohn von Bernhard Salomon Berendsohn gegründet. In der zweiten Hälfte des 19. Jahrhunderts wurden hauptsächlich hochwertige Kupferstiche von Stadtansichten, sogenannte Hamburgensien, an die Kunden verkauft. Nach dem Zweiten Weltkrieg gründete 1948 der Holocaust-Überlebende Günther Berendsohn (* 11. Januar 1916 in Hamburg; † 20. September 1992; 1944 bis 1945 im KZ Buchenwald inhaftiert) das Unternehmen neu. Das Geschäftsfeld war fortan der Verkauf von Werbeartikeln und -geschenken. Der Unternehmer baute Berendsohn innerhalb von zehn Jahren vom Ein-Mann-Betrieb zu einem 50 Mitarbeiter zählenden Unternehmen mit einem Jahresumsatz von 5 Millionen DM auf. Im Zuge der Unternehmensexpansion wurden 1964 neue Absatzmärkte in Frankreich, Italien, Norwegen, Österreich, Schweden und der Schweiz erschlossen. In den folgenden Jahren bis heute kamen noch Dänemark, Großbritannien, Kroatien, Luxemburg, die Niederlande, Polen, Slowenien und die Slowakei hinzu. 2007 erweiterte Berendsohn sein Geschäftsfeld um den Verkauf von Mitarbeiterbekleidung. 2014 übernahm die Berendsohn AG den polnischen Anbieter Lynka aus Krakau, ein auf die Veredelung von Bekleidung spezialisiertes Unternehmen. Seit 2015 gehört die Kleine & Jockers GmbH, ein auf Werbeartikel spezialisiertes E-Commerce-Unternehmen aus Hamburg, mehrheitlich zur Berendsohn AG. Seit dem 21. Juli 2021 hat sich die Berendsohn AG als bisheriger Miteigentümer von Lynka vollständig aus dem Geschäft zurückgezogen, wird aber als wichtiger Kunde weiter mit Lynka zusammenarbeiten.

## Designpreise
Die Berendsohn AG und ihre frei tätigen Designer haben seit 1999 mehrere internationale Auszeichnungen für ihre Produkte erhalten. 1999 erhielt der Korkenzieher IMPULS den iF Design Award. Im darauffolgenden Jahr wurde der Schlüsselanhänger BLUE POINT mit dem red dot design award prämiert. 2002 wurden die Salz- und Pfefferstreuer-Kombination SALZ & PFEFFER, ein propellerartiges Gebilde mit Magnethalterung zum Zusammenfügen zweier Gewürzbehältnisse, sowie der Champagnerflaschenverschluss FOCUS mit dem iF Design Award ausgezeichnet. Letzterer erhielt im gleichen Jahr auch noch den red dot design award. Ebenfalls den red dot design award gewann 2004 die Glasvase ICE AZURE. Designpreisgewinner der jüngeren Zeit sind der Kerzenständer LICHTSTRECKE, eine im Metallklotz horizontal liegende Kerze (2005), das Massagegerät DR. FEEL GOOD, ein Handgriff aus Plastik mit Massagenippeln (2006), die Weinkaraffe VINO mit asymmetrisch angeordnetem Ausguss, die Salz- und Pfefferstreuer-Kombination SIEGER, zwei überdimensionierte „Mensch ärgere dich nicht-Figuren“ (2007), die alle den iF Design Award erhielten, sowie die Thermometer-/Uhr-Kombination SOWAS (2010), die von der Red Dot GmbH & Co. KG ausgezeichnet wurde. 2013 erhielt das in Kooperation mit dem WWF entstandene Memory-Spiel Binus, das bedrohte Tierarten zeigt, den red dot design award. Das Schreibset SLIM erhielt ebenfalls 2013 den German Design Award. Beide Produkte wurden im gleichen Jahr mit dem Preis „Gute Gestaltung“ des Deutschen Designer Clubs bedacht.